# Église des Saints-Apôtres-Pierre-et-Paul de Lviv
Pour les articles homonymes, voir Église Saint-Pierre-et-Saint-Paul.
L'église jésuite de Lviv, dédiée aux Saints-Apôtres-Pierre-et-Paul, est l'une des principales églises catholiques de la ville ukrainienne de Lviv. Elle a été construite au début du XVIIe siècle sur le modèle de l'Église du Gesù de Rome.

## Histoire
L’ordre des Jésuites, approuvé par le Pape Paul III en 1540, a vite étendu son activité, non seulement dans le monde chrétien, mais aussi en Inde (1542), au Japon (1549), en Chine (1563) et autres pays.
À Lviv, c’est l’évêque de la ville Yan Solikowski qui invite les jésuites en 1584. La première église en bois a été construite pour eux grâce au don de la petite bourgeoise Sofia Hanzlova en 1590, sur un terrain près des remparts ouest de la ville, où était installé le porche des Jésuites, non loin de l’église de la Sainte Croix du monastère des franciscains. Ayant recueilli des moyens plus importants, les jésuites ont commencé à réfléchir à la construction d’une église en brique. En 1603 le roi Zigmund III leur a accordé un assez grand terrain dans le quartier juif du centre-ville, près de la synagogue « Rose d’or ». Mais l’opposition de la communauté juive les a obligés à chercher un nouveau site, qui leur a été octroyé par le Chapitre religieux de Lviv. C’était un terrain libre, après l’incendie de la maison de Mykola Meletskyi, voїvode de Podillya. Il était situé près de la petite église en bois construite grâce à Hanzlova.

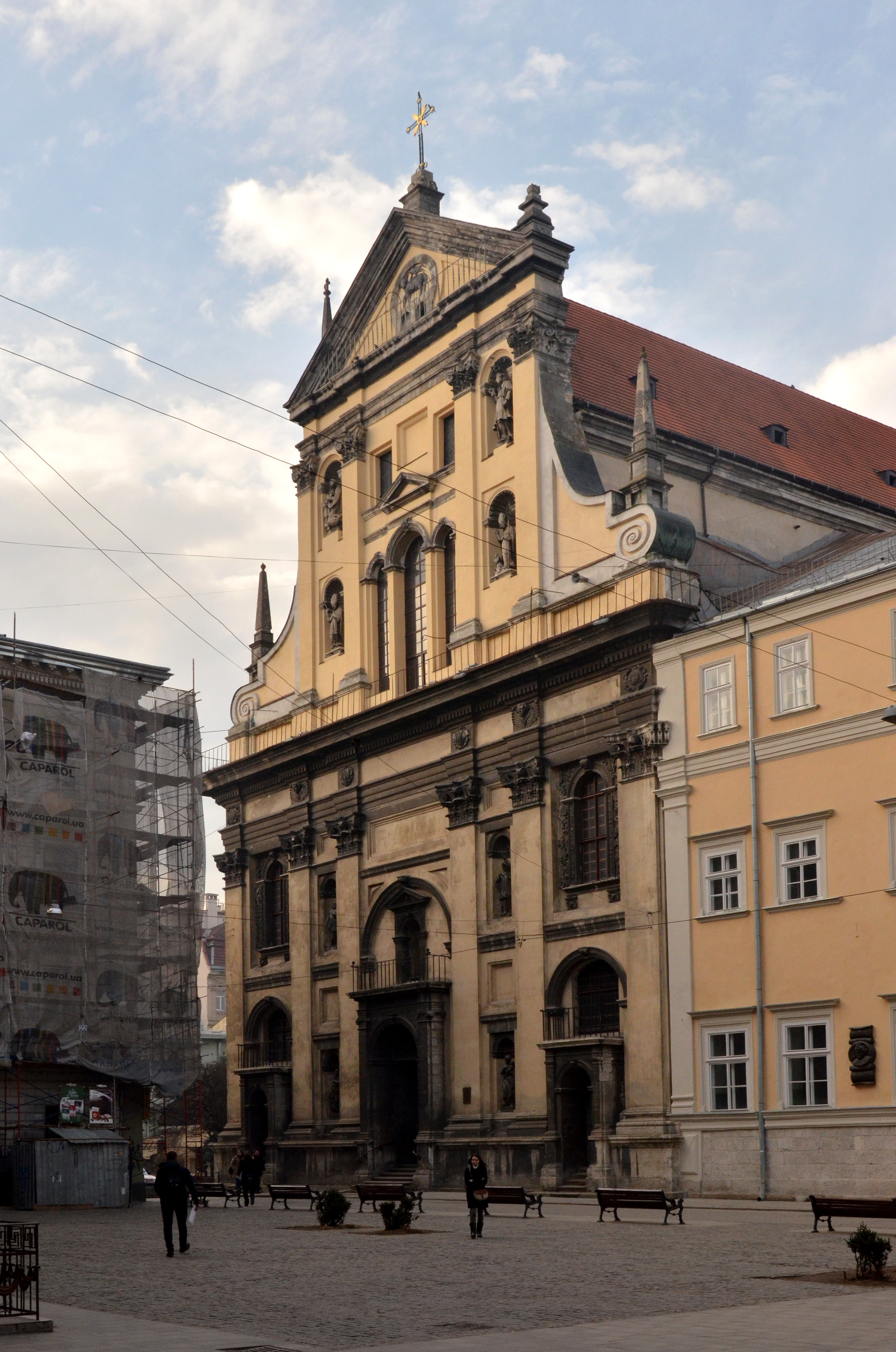
Façade.

La construction du temple en brique des Saints Apôtres Pierre et Paul a commencé en 1610, et le 31 juillet de la même année la première pierre de la future construction a été bénie par l'évêque Yan Zamoyski. Elle a été entamée et menée jusqu’à 1614 par le Père jésuite Sebastian Lanichius. On ne sait s’il n’était que le dirigeant de la construction ou bien l’auteur même du projet. L’architecture du temple s'inspire de l’Église du Gesù de Rome (1570), devenue l'exemple pour les églises de l’ordre des jésuites. Le type de l’église du Gesù est exprimé avant tout dans la composition de la façade centrale. Le chantier des jésuites a réuni très vite des ouvriers variés, notamment pour son intérieur. Dès 1612-1613 travaillaient parmi eux le sculpteur Ivan Molenda, le peintre Matviy Klymkovytch et le facteur d'orgue Matviy Kraytchynskyi.  Mais on n’a pas réussi à éviter les problèmes légaux concernant la propriété d’une partie du terrain, réclamé par le cordonnier Mykola Adamovytch. De 1615 à 1618 la construction a été interrompue.
Elle a repris en 1618-1621 sous la direction de l’architecte de l’Ordre des jésuites Giacomo Briano de Modène (1588-1649). Le jésuite Albert Ragonious lui assurait son aide. La grande taille de l’église demandait des grands moyens qui provenaient des donateurs. En 1624, on a béni la première chapelle latérale Saint Benoît et les travaux ont été de nouveau interrompus. En 1626 la construction a repris et s’est activée en 1629, après que les jésuites ont reçu une somme importante d'Elisabethe Synyavska, épouse du grand maréchal Prokop Synyavskyi. En 1630 la construction de l’église était achevée et elle a été bénie par l’archévêque de Lviv Jan Andrzej Pruchnicki. En 1638; les voûtes ont été ornées de gravures et de peintures sorties du pinceau de Matviy Klymkovytch. En 1644 on a béni les orgues construites aux frais de Hrohovskyi.
En 1702 on a érigé au-dessus de la partie sud de la sacristie une tour-clocher d’après le projet de Martyn Godnyi : elle était alors la plus haute tour de Lviv (environ 100 mètres) ; en 1754 on y a posé une horloge. En 1720-1730 on a installé les monuments funéraires d'Elisabeth Hostomskyh Synyavskoi, de Yan Yablonovskyi, Yan Stanislav Yablonovskyi et Yan Vincentiy Yablonovskyi, fondateurs du collège des jésuites.

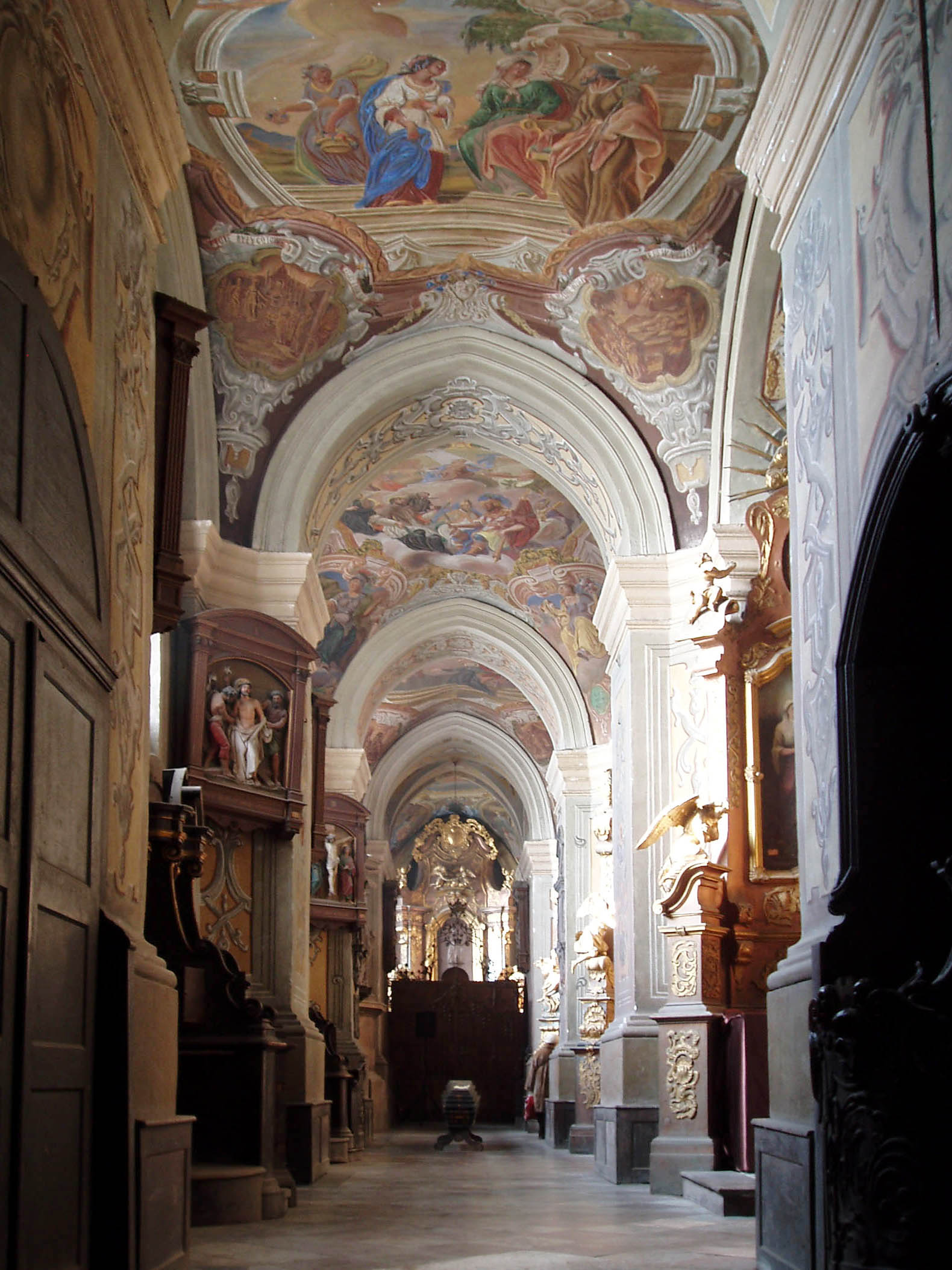
Peintures d'une des nefs latérales.

Au XVIIIe siècle, l’église a été modifiée deux fois, en 1734 et en 1773. En 1734 elle a été victime d'un incendie, et elle a été ensuite reconstruite aux frais d'Elisabeth Potocki Schuchin. En 1740 František Řehoř Ignác Eckstein (1689-1741), originaire de Brno, a créé les peintures de la nef, et après sa mort son fils Sebastian Eckstein a poursuivi le travail dans les nefs latérales et la chapelle. Le crucifix sculpté par Yan Pfister, installé sur un des autels latéraux, est considéré comme un chef-d’œuvre.
En 1741, la riche Marie Didouchytcka a fait un don pour construire la chapelle Saint Benoît, et dans la рlus ancienne de la même bénédiction et qui a été bénie la première en 1624 on a installé la chapelle familiale des Didouchytckiy.[pas clair] En 1744-1747, Sebastian Fesinger a construit un grand autel (1747), en 1754 et 1759 ont été réalisés deux autels latéraux. En 1742-1744 le sculpteur Yan Becert a créé les confessionnaux  Saint Yeronim et Marie Égyptienne, dorés et peints par le peintre Pilavetckyi.
Après la suppression de l’ordre des jésuites en 1773 par le Pape Clément XIV, l'église a été transformée en garnison du commandement militaire de l’Armée autrichienne. À cette même époque la chapelle des Didouchytckiy a été supprimée. En 1830, la partie supérieure de la tour de la chapelle a été détruite, après l'effondrement de la tour de l’Hôtel de ville en 1828.

### Retour des jésuites
En 1814 le Pape Pie VII renouvelle l’ordre des jésuites et en 1820 ils sont de retour à Lviv. Pendant les années 1836-1848 les pères-jésuites ont développé une vive activité pastorale. En particulier, ils effectuaient les devoirs des chapelains à la prison, organisaient des confréries de prière, assuraient leur aide spirituelle aux fraternités monastiques.
En 1837 Frédéric Rinn a peint l’icône de la Sainte Philomène pour l’autel latéral. En 1840 le peintre Martyn Yablonskyi a peint les portraits des fondateurs du temple, notamment de Ferdinand d’Este, des archévêques F.Pichtka et D.Solikovskogo, Elisabethe Synyavska. En souvenir de la rénovation réalisée du temple sur le mur sud de la façade centrale on a installé le tableau avec l’inscription : «D.O.M. Haec aedes sacra inchoata 1610 dedicata 1630 restaurata 1842». En 1843 le peintre Alojzy Reichana peint les icônes d'Ignace de Loyola et François Xavier pour deux autels latéraux. En 1844 on a installé à l’église une nouvelle chaire aux frais de la comtesse Borzhetska Honorata à Blansko, la ville de Moravie.
En 1848, pendant le bombardement de la ville par le général Curt von Hammerstein, deux boulets sont tombés sur l’église et ont endommagé le toit et le narthex. Après le « Printemps des peuples » en 1848, les moines-jésuites ont été de nouveau expulsés, et de nouveau, quatre ans après ils sont revenus. De 1879 à 1891 les travaux ont eu lieu à l’église. En 1894, pendant la rénovation de la façade de l’église, on a installé dans les niches de la galerie basse 4 statues des saints jésuites : Ignace de Loyola, François Xavier, Stanislas Kostka et André Bobola, sculptées en grès par Felix Pavlinskyi. En 1892 on a rénové la chapelle Saint Benoît avec un nouvel autel et vitraux de la compagnie «Tiroler glasmalerei und Mosaic Ansalt» d’Insbrouk.

### XXesiècle
En 1905 l’archevêque catholique de Lviv Józef Bilczewski a procédé au couronnement de l’icône de  la Vierge de Tendresse, installée dans la chapelle de la nef sud. En cet honneur on l’a bordé de l’enceinte forgée d’après le projet de l’école polytechnique de Lviv, Antoni Popiel étant à la tête de ces travaux. En même temps Piotr Wojtowicz a produit le nouvel antipodium pour l’autel de l’icône Couronnée. En 1906 on a couvert le plancher de nouvelles dalles en marbre de deux teintes rapportées de Hongrie. En 1909 on a réalisé la rénovation de la chapelle Saint-Benoît sous la direction du professeur D. Kryczkowski et de l’architecte A. Teodorovytch.
L'église a souffert de la guerre polono-ukrainienne en novembre 1918, notamment la voûte de la nef devant l’autel et le toit qui ont été endommagés. Dans les années 1920, des travaux ont été réalisés et on a installé le nouveau plancher. L'église a subi une deuxième vague de dégâts pendant la Seconde Guerre mondiale en 1944. Une bombe a troué le toit et la voûte juste au-dessus de l’autel.

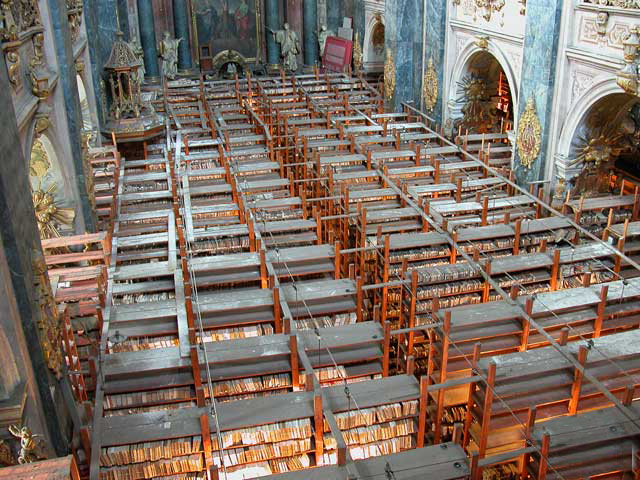
La nef centrale utilisée pour stocker la collection de la presse polonaise de l'Ossolineum (2006).

Le 4 juin 1946, Lviv étant annexé à l'Union soviétique, les jésuites ont quitté Lviv, en emportant quelques objets religieux parmi les plus précieux, notamment l’icône de la Sainte Vierge. Après les destructions de la guerre, l'église a été couverte d’un toit provisoire. En 1959 on a fait des travaux de restauration du toit, dirigés par l’architecte Igor Starossolskyi. À ce moment-là on a rénové la tour perdue. Pendant un certain temps l'église a servi d’entrepôt, et à partir de 1970 elle a servi de bibliothèque du fonds d’échange de la bibliothèque scientifique V. Stefanyk de l’Académie nationale des sciences d'Ukraine. À la fin des années 1990 on a effectué des fouilles archéologiques dans les cryptes sous la nef centrale et on a restauré le local souterrain sous la nef ouest de l'église, où a été installée la galerie « Ravlyk » (« Escargot »).

### Aujourd'hui
L'Église des Saints Apôtres Pierre et Paul est au Registre national des monuments d'Ukraine et le principal monument de l’architecture baroque à Lviv et une des plus grandes constructions religieuses de la ville : sa longueur est de 41 m, sa largeur de 22,5 m, sa hauteur de 26 m.
Le 8 juillet 2010, à la suite de la Décision №3698, la Rada municipale de Lviv a transmis sa propriété à la Curie de l’Archevêché de Lviv de l’Église grecque-catholique ukrainienne. Compte tenu du fait que de 1773 à 1939, le temple a assumé la fonction de temple de garnison aujourd’hui, ce sont les chapelains du Centre de chapelain militaire de l’Archevêché de Lviv qui s’en occupent et en sont propriétaires. En septembre 2010 avec le concours de la Rada municipale de Lviv et le soutien des bienfaiteurs, on a commencé la reconstruction de la toiture du temple, qu’on compte achever à la fin de l’année.
Étant donné que les livres de la bibliothèque scientifique V.Stefanyk restent toujours au temple et qu’on compte les transporter dans un autre local en mai 2011, aujourd’hui dans le sous-sol du temple la chapelle provisoire des Saints Apôtres Pierre et Paul a commencé à fonctionner.

## Sources
- «КОСТЕЛ ЄЗУЇТІВ (КОСТЕЛ СВЯТИХ АПОСТОЛІВ ПЕТРА І ПАВЛА)». Энциклопедия Львова, т.3 (За ред. А.Козицького).— Львів: «Літопис», 2010, стор. 472—477.  (ISBN 978-966-7007-99-7) (Église des jésuites) (Église des Saint Apôtres Pierre et Paul (Lviv))
- Kościoły i klasztory rzymskokatolickie dawnego województwa ruskiego. Red. Jan K. Ostrowski. Część I, tom 20. Kraków: Antykwa, 2012. pp. 71–132.
- Вуйцик В. С., Липка Р. М. Зустріч зі Львовом. Львів: Каменяр, 1987. С. 63-65.
- Островский Г. С. Львов. Издание второе, переработанное и дополненное. Ленинград: Искусство, 1975. С.107-108.(seconde édition ;Remaniements et ajouts)
- Памятники градостроительства и архитектуры Украинской ССР. Киев: Будивельник, 1983—1986. Том 3, с. 76.(Mémoire sur l'urbanisme et l'architecture de la RSS d'Ukraine )
- Трегубова Т. О., Мих Р. М. Львів: Архітектурно-історичний нарис. Київ: Будівельник. С. 93-95.